# Osteosema benguetensis
Osteosema benguetensis là một loài bướm đêm trong họ Geometridae.